# Кешлак-е-Мохаммед-Колі
Кешлак-е-Мохаммед-Колі (перс. قشلاق محمدقلی) — село в Ірані, входить до складу дехестану Бакешлучай у Центральному бахші шахрестану Урмія провінції Західний Азербайджан.